# Blastemanthus
Blastemanthus là một chi thực vật có hoa trong họ Ochnaceae.

## Loài
Chi Blastemanthus gồm các loài: